# 하울의 움직이는 성 (영화)
『하울의 움직이는 성』 (일본어: ハウルの動く城 하우루노 우고쿠 시로[*], 영어: Howl's Moving Castle)은 2004년에 개봉한 일본의 판타지 애니메이션 영화이다. 감독은 미야자키 하야오, 제작은 스즈키 도시오이다. 웨일스 작가 다이애나 윈 존스의 동명 판타지 소설을 원작으로 하지만, 많은 부분이 각색되었다. 원작에는 없는 내용이나, 미야자키 하야오가 감독한 애니메이션에는 곳곳에 전쟁에 대한 이미지가 등장하며, 따라서 일부 평론가는 이 애니메이션이 전쟁을 반대한다는 메시지를 전한다고 보기도 한다. 평화계 영화이다.

## 줄거리
가업을 물려받아 모자 가게를 운영하는 소피는 영업을 마치고 동생 레티를 만나러 간다. 도중에 병사들에게 둘러싸여 곤란을 겪을 때, 매력적인 마법사 하울이 나타나 그녀를 구해준다. 검은 고무인간들에게 쫓기게 되자, 하울은 하늘을 날아서 소피를 목적지에 데려다준다. 소피는 그에게 푹 빠져 버린다. 그리고 그날 밤 하울을 노리고 있던 악명 높은 ‘황야의 마녀’가 소피 앞에 나타나, 소피의 모습을 90살의 할머니로 바꾸어 버린다.
더 이상 가게에 있을 수 없게 된 소피는 저주를 풀기 위해 마을을 떠난다. 황무지로 향하던 중 순무 대가리를 끼운 허수아비가 고꾸라져 있는 걸 보고 바로세워준다. 순무 허수아비는 보답으로 소피가 짚을 지팡이를 건네고, 하울의 움직이는 성으로 소피를 인도해준다. 성 안에는 하울의 어린 제자 마르클과, 하울과 계약하고 성을 움직이게 하는 불꽃 악마 캘시퍼가 있었다. 캘시퍼는 소피를 보자 자신과 하울의 계약의 수수께끼를 풀고 자기를 자유롭게 해달라고 부탁한다. 하울이 성에 돌아오자 소피는 새로 온 청소부로 자신을 소개하고 성에 머물게 된다.
그 무렵 나라는 이웃 왕국과 전쟁을 시작하고 있었고, 국왕이 전쟁에 필요한 마녀와 마법사들을 불러 모은다. 그렇지만 하울은 자기는 너무 겁쟁이라면서 대신 소피를 자기 어머니로 꾸며 보낸다. 국왕의 성으로 가는 길에 소피는 황야의 마녀와 다시 마주친다. 그런데 마녀는 왕실 마법사이자 하울의 스승인 설리먼의 함정에 빠져, 젊어지는 마법을 빼앗기고 원래의 모습인 사리분별 못하는 노파로 변해 버린다. 설리먼이 국가에 협력하지 않으면 하울의 마법도 빼앗겠다고 협박하자, 소피는 하울을 옹호하며 설리먼의 요구를 거절한다. 그때 하울이 국왕으로 변신해서 나타나서는 소피를 비행선에 태워 탈출시킨다. 소피는 하울로부터 길을 가리키는 반지를 받고, 노파가 된 황야의 마녀와 설리먼의 개 힌을 데리고 움직이는 성으로 간다. 싸움을 마치고 돌아온 하울은 설리먼으로부터 숨기 위해 성을 마법으로 바꾸어 소피의 옛 집으로 이동시킨다.
그런 노력에도 불구하고 전란은 계속되었고, 하울은 소피를 지키겠다며 마침내 전쟁에 나선다. 설리먼은 소피의 어머니를 이용해 성이 있는 위치를 알아내고 군대를 보내 습격하게 한다. 소피는 난로에서 캘시퍼를 꺼내어 성을 붕괴시킨다는 결단을 내린다. 그리고 하울을 구하러 가기 위해, 캘시퍼를 꼬드겨 머리카락을 주고 힘을 얻게 한다. 그런데 황야의 마녀가 이때 캘시퍼가 하울의 심장을 품고 있음을 알아보고 캘시퍼를 끌어 안는다. 이에 소피는 엉겁결에 물을 끼얹어 버린다. 그러자 캘시퍼는 마력을 잃고 그들이 타고 있던 성은 두동강나서, 소피는 힌과 함께 고립되고 만다. 협곡 밑에서 소피의 반지가 빛나고, 반지가 알려준 길은 과거로 통했다. 그곳에는 어릴 적의 하울이 유성우가 되어 내린 캘시퍼를 만나 심장을 주고 계약하는 광경이 펼쳐져 있었다. 소피는 ‘반드시 만나러 갈 테니, 미래에서 기다려’라는 말을 외치면서 현재로 되돌아온다. 그리고 어느 순간 소피의 저주는 풀려 백발의 소녀가 되어 있다.
현재에서 하울은 의식불명의 모습으로 변해 정신을 잃고 쓰러져 있었다. 소피는 마녀를 달래어 캘시퍼를 돌려 받고, 그를 하울의 몸에 집어 넣는다. 캘시퍼는 자유로운 유성이 되어 날아가고 하울은 정신을 차린다. 캘시퍼가 떠나자 성의 잔해가 무너지고 모두는 추락할 뻔하지만, 순무 허수아비가 나타나 모두를 구해준다. 소피가 순무에게 감사의 키스를 해주자 순무의 저주가 풀려 이웃나라 왕자의 모습이 된다. 왕자는 조국으로 돌아가 전쟁을 멈추겠다고 말하고, 그 장면을 힌을 통해 보고 있던 설리먼 또한 전쟁을 끝내겠다고 이야기한다. 곧 모두에게 정이 든 캘시퍼가 되돌아온다. 소피와 하울과 모두는 새로 만들어진 움직이는 성을 타고 하늘로 날아간다.

## 등장 인물
- 하울 - 원작에서의 이름은 하울 젱킨스 이름은 필요한 만큼 만든다. 펜드레건, 젱킨스 또한 하울의 다른 이름이다.
- 소피 - 집의 가업을 물려받아 모자가게를 한다. 황야의 마녀의 저주로 90세의 노인이 된다.
- 황야의 마녀- 하울과 대립하는 관계이다
- 캘시퍼(일본이름:카루시파) - 악마이며, 하울의 심장이다.
- 마르클(일본이름:마르크르) - 하울과 같이 사는 마법사 꼬마아이이다.
- 마담 설리먼 - 하울의 스승이며, 왕실 전속 마법사이다.
- 순무머리 허수아비(무대가리) - 저주에 걸려있던 이웃나라 왕자이다.
- 국왕 - 설리번의 꼭두각시이다.

## 성우진
| 배역        | 일본어 성우     | 한국어 성우 | 영어 성우                             |
| ----------- | --------------- | ----------- | ------------------------------------- |
| 소피        | 바이쇼 치에코   | 손정아      | 에밀리 모티머(소녀) 진 시먼스(할머니) |
| 하울        | 기무라 타쿠야   | 김영선      | 크리스찬 베일                         |
| 황야의 마녀 | 미와 아키히로   | 성선녀      | 로런 버콜                             |
| 캘시퍼      | 가슈인 타츠야   | 엄상현      | 빌리 크리스털                         |
| 마르클      | 카미키 류노스케 | 김서영      | 조시 허처슨                           |
| 레티        | 카즈키 야요이   | 바다        | 제나 멀론                             |
| 패니        | 야소카와 마유노 | 김옥경      | 마리 데번                             |
| 국왕        | 오오츠카 아키오 | 양석정      | 마크 실버먼                           |
| 설리먼      | 가토 하루코     | 최문자      | 블라이스 대너                         |
| 힌          | 하라다 다이지로 | 불명        | 디 브래들리 베이커                    |
| 순무        | 오이즈미 요     | 전광주      | 크리스핀 프리먼                       |

## OST
- 배급 : 포니 캐년 코리아(주)
- 발매년도 : 2004년
- 아티스트 : 히사이시 조

1. 타이틀곡 - 인생의 회전목마(人生のメリ-ゴ-ランド)
2. 명랑한 경기병
3. 공중산책
4. 고동
5. 황무지의 마녀
6. 방랑하는 소피
7. 마법의 문
8. 풀리지 않는 저주
9. 대청소
10. 별의 호수로
11. 조용한 상념
12. 빗속에서
13. 허영과 우정
14. 90세의 소녀
15. 설리먼의 마법진→성으로의 귀환
16. 비밀의 동굴
17. 이사
18. 꽃의 정원
19. 뛰어!
20. 사랑이야
21. 패밀리
22. 전쟁의 사랑
23. 탈출
24. 소피의 성
25. 별을 삼킨 소년
26. 세계의 약속(世界の約束)